# Altimetria per satèl·lit
L'altimetria per satèl·lit és la determinació de l'altitud d'una superfície mitjançant satèl·lits. Els satèl·lits altimètrics disposen d'instruments, els altímetres, que mesuren la distància entre el satèl·lit i la superfície que es vol mesurar, així, un cop coneguda l'altitud del satèl·lit, podem determinar l'altitud d'aquesta superfície. En primera aproximació podem classificar els altímetres en dues tipologies, els que fan servir làsers, que se solen fer servir per mesurar l'elevació del terreny i els que fan servir microones, que se solen fer servir per mesurer el nivell de mar i rius.

## La mesura del nivell del mar
El nivell del mar canvia degut a la variació de massa causada per la fusió del gel continental i l'expansió tèrmica de l'aigua de mar per la qual cosa és un dels indicadors del canvi climàtic global i una Variable Climàtica Essencial (ECV). Les mesures del nivell del mar fetes per l'altimetria per satèl·lit des del 1993 permeten determinar el nivell global mitjà del mar, el qual es pren com un indicador del canvi climàtic. Les darreres estimacions del  nivell global mitjà del mar mostres que el nivell del mar augmenta uns 3.3 mm/any amb una acceleració en els darrers anys.
Per altra banda, les mesures del nivell del mar també varien en funció dels corrents marins permetent així, mesurar-los per satèl·lit. L'aparició de l'altimetria per satèl·lit va revolucionar l'estudi dels oceans a mitjans-finals dels anys 90 i ha esdevingut una eina fonamental per l'oceanografia operacional.